# Ochakiv (huyện)
Huyện Ochakiv (tiếng Ukraina: Очаківський район, chuyển tự: Ochakivs’kyi raion) là một huyện của tỉnh Mykolaiv thuộc Ukraina. Huyện Ochakiv có diện tích 1500 km², dân số theo điều tra dân số ngày 5 tháng 12 năm 2001 là 16916 người với mật độ 11 người/km2. Trung tâm huyện nằm ở Ochakiv.